# インパルス (お笑いコンビ)
インパルスは、吉本興業所属のお笑いコンビ。1998年結成。NSC東京校4期生。略称は、インパ。コンビ名は、結成当初に堤下が乗っていたオートバイ（スズキ・GSX400インパルス）の名前に由来する。

## メンバー
板倉 俊之（いたくら としゆき、1978年1月30日 - ）（47歳）
主にボケ・ネタ作り担当。
兵庫県宝塚市出生、埼玉県志木市出身。身長168 cm、体重48 kg。血液型はB型。

堤下 敦（つつみした あつし、1977年9月9日 - ）（47歳）
主にツッコミ担当。
神奈川県横浜市出身。身長174 cm、体重80 kg。血液型はB型（Rhマイナス）。

## 略歴・概要
- NSC東京校4期出身、1998年12月コンビ結成。
- デビューして間もなく『爆笑オンエアバトル』『エンタの神様』などに出演し、頭角を現す。2005年にレギュラー番組『はねるのトびら』がゴールデンへ進出、本格的にブレイク。現在では共にピンとしての活動がほとんど。
- コンビ揃って歌唱力が高く、『お笑い芸人歌がうまい王座決定戦スペシャル』では準決勝まで残った経験を持つ。
- 『ウンナン極限ネタバトル! ザ・イロモネア 笑わせたら100万円』には番組初回（2005年1月3日）で出場、初挑戦ながらチャレンジ成功を成し遂げ番組初の100万円獲得者となった。更には同年4月5日の放送回にも出場、チャレンジ成功・100万円獲得を成し遂げ番組史上初の2連覇（2回連続100万円獲得）を達成した。同番組内で2連覇を達成した芸人は彼らと劇団ひとり・アンガールズ・バナナマンの4組のみ。その後もイロモネアには出場を重ねるもののしばらく不調が続き100万円獲得から遠ざかっていたが、2012年3月29日の放送内にて約7年振りにチャレンジ成功を果たし、通算3度目の100万円獲得をやり遂げた。なお、同番組内で100万円を3度獲得している芸人は彼らを含め劇団ひとり・田中卓志（アンガールズ）・バナナマンのみ。
- キングオブコント2009では初の決勝進出。1stラウンドを6位で折り返したものの2ndラウンドで代表作「乙女心を持った警官」を披露し、全体で2位の「868点」を獲得して最終結果は4位。2011年、決勝進出組に返り咲く。優勝候補の呼び声も高かったが4位に終わる。板倉は優勝した同期であるロバートについて「1本目の点数に本気でムカついた」とコメントしていた。また、多くの芸人がMCのダウンタウンから話を振られてしどろもどろになる中、堤下は松本人志（ダウンタウン）から「豚はどう思う?」と3度も振られ、3度とも即座に的確なツッコミを見せてスタジオの笑いを誘った。
- 上記のようにキングオブコントで2度決勝へ進出しており、かつ2000年代前半には『エンタの神様』などのネタ番組でコントを頻繁に披露しているため「コント師」の印象が強いものの、漫才も演じることがあり（主に営業など）コント同様に実力が高い。
  - M-1グランプリでは2002年・2003年に出場、2年連続で準決勝まで進出している。
  - 『爆笑オンエアバトル』でも2002年11月23日放送回にて出場した際は漫才を披露（ネタは「携帯会社を作る」）して465KBを獲得、トップ通過を果たしている。しかし2003年3月1日放送回（愛知県名古屋市収録）では同じく漫才を披露するも、結果は409KBながら6位でオフエアとなってしまった[注 1]。また、この回での負けが響いてインパルスは年間4勝目（「チャンピオン大会」出場の最低条件）を獲得できず、この年のチャンピオン大会への出場が叶わなかった。この年のインパルスは敗退を喫するこの回までは3回連続でトップ通過を果たすなど（その内2回はオーバー500を記録）非常に好調だったが、もしもこの日にオンエアされていたら合計KBは1892KBに達し、年間ランキング5位に入ってチャンピオン大会出場は確実だった。
- 2016年の2月末に一部週刊誌などで「解散目前」と報道されたものの、その後の記者の取材に対しては2人とも「解散はない」と完全否定している[1]。しかし、2017年に堤下が6月・10月と立て続けに自動車による人身事故を起こして半年間の謹慎を発表した経緯もあり、再び解散説が浮上していた[2]。
- 堤下の謹慎処分が解けた後もしばらくコンビでの活動は復活させていなかったが、2018年10月23日に復帰を発表[3]。同年11月23日放送の『ネタパレ』にコンビ揃って出演、ネタを披露した[4][注 2]。
- 2022年6月、堤下が再度事故により謹慎。翌年2023年10月に復帰を果たしたもののコンビでの共演はなく、それぞれのピン活動のみとなっており、コンビとしては事実上の活動休止状態が続いている。

## 芸風
主にコントだが、ごく稀に漫才も演じている。
板倉の扮する奇妙奇天烈なキャラに、常識人の立場である堤下がツッコむというのが基本的なスタイルだが、近年は芝居を重視した「ボケ・ツッコミ」の型に囚われないコントも増えている。

### 代表的なネタ
- ヨハン・リーベルト

板倉演じる「しみず かずたか」という人物がトラブル（キセル、立ち小便など）を引き起こし、堤下（駅員、家の住人など）が素性を問い質していく。
「名前は?」と訊かれて「ヨハン・リーベルト」と答えたり、また「年齢は?」と訊かれて「私に年齢という概念はない」など無茶苦茶な返答を繰り返す板倉に対し、痺れを切らした堤下が机を叩いたりペットの犬が吠えるといった脅しをかけると素直に答えるというパターン。
ちなみに「ヨハン・リーベルト」という名前は、板倉の愛読する『MONSTER』の登場人物が由来。
- 女心

板倉演じる（暗い過去を持った）女性に、堤下が終始振り回される。
ウエイトレスや幼稚園の園長など女性にまつわる職業が多いものの、場合によっては男性警官・男性囚人というパターンもある。
- おとぼけオジサン

板倉演じる壮年男性（電気屋、元駅員など）に、堤下が終始振り回される。
- インターネット自殺

ネットで知り合った板倉と堤下が共に自殺するため樹海で落ち合うが、板倉に友人から渋谷で巨乳のAV女優とのコンパの誘いが書かれたメールが来てコンパへ行くべきか死ぬべきか悩んでしまう。
- 居たい場所、居るべき場所

堤下演じる就活生が、板倉演じる町工場に務める工場長の面接を受けるコント。
- かくしごと

板倉演じるタバコを隠し持っていた高校生の息子に対し、堤下演じる父親がカマをかけようとする。
- 悪魔祓い

板倉演じる悪霊から取りつかれた少女に、堤下演じる神父（エクソシスト）が除霊を行おうとする。

## 出囃子
- BUMP OF CHICKEN「sailing day」

## 出演作品

### バラエティ

#### テレビ番組
- 爆笑オンエアバトル（NHK総合）戦績5勝1敗 最高509KB
  - 初挑戦回でいきなりオーバー500（509KB）を記録し、そのまま3戦連続でトップ通過を果たすも、上述の通り4戦目で6位敗退に終わりチャンピオン大会進出はならなかった。なお、初挑戦からの3戦連続トップ通過は番組タイ記録であり、これは歴代でもインパルスを含めアンタッチャブル、ドランクドラゴン、パンクブーブーの4組しか達成していない[6]。
  - 出場回数は6回と少ない方だが、2008年12月30日に放送された爆笑オンエアバトル10周年企画「ヒーローたちの伝説ネタSP」では視聴者からの多数のリクエストにより、初挑戦時の映像（2002年9月21日放送回、ネタは「キセルの取り調べ」）がフルで流されていた[7]。
  - 上述の「キセル」ネタはかなり反響があったようで、過去にオンエアバトルで行われたアンケート内での「最も印象に残ったネタランキング」という項目でも初登場回ながら第3位（19票）にランクインされていた[8][9]。
  - 余談だが、3回目の出場（2003年2月8日放送回・東京収録）でのネタ前にやる紹介コメントの際、堤下の名前がテロップで「提下 敦」と誤って表記されてしまった。
- インパルス&ドランクドラゴンの年末感動列島（日本テレビ）メイン
- インドラの眼（日本テレビ）メイン
- はじめ人間インパルス（TBS）メイン
- 爆笑!!街角プロレス（日本テレビ）メインMC
- デジリポ（よみうりテレビ）メインMC
- 新しい波8（フジテレビ、2000年12月1日）
- はねるのトびら（フジテレビ、2001年4月10日 - 2012年9月26日）レギュラー
- 爆笑問題のバク天!（TBS、2003年10月-2006年3月）準レギュラー
- ワイ!ワイ!ワイ!（ヨシモトファンダンゴTV、2003年10月 - 2004年9月）メインMC
- マトモニンゲン!?YES・NO!（TBS、2004年11月27日、2005年3月19日、2005年9月3日）メインMC
- 内村プロデュース（TBS）不定期出演
- ウンナン極限ネタバトル! ザ・イロモネア 笑わせたら100万円（TBS、2005年 - 2014年）9回出演のうち3回100万円を獲得
- みちのくインパルス（ミヤギテレビ、2005年4月20日 - 2005年9月28日）メイン
- 〜本人発信バラエティ〜 てっぺん!（ヨシモトファンダンゴTV、2005年4月 - 2005年11月）メイン（バトルカード インパルセンス）
- クイズ発見バラエティー イッテQ!（日本テレビ、2005年 - 2006年）
- 仁義換金（テレビ東京、2006年7月14日 - 2006年9月29日）メインMC
- 人間!これでいいのだ（TBS、2006年8月19日 - 2007年2月24日）
- リンカーン（TBS）準レギュラー
- 世界の果てまでイッテQ!（日本テレビ、2007年）不定期出演
- もりすぎッ!（東海テレビ、2007年7月3日 - 2008年3月25日）メイン
- アドレな!ガレッジ（テレビ朝日）準レギュラー
- タモリ倶楽部（テレビ朝日）不定期出演　板倉は進行役が多い
- フカボリン（テレビ東京、2012年10月 - 2013年3月）
- 内村とザワつく夜（TBS、2013年 - 2014年）不定期出演
- 踊る!さんま御殿!!（日本テレビ）※不定期
- アカデミーナイトQ（TBS、2015年 - 2016年）

#### インターネット番組
- 内村さまぁ〜ず（2016年4月25日）

### テレビドラマ
- 整形美人。（フジテレビ、2002年）ゲスト出演
- ナースマンがゆく（日本テレビ、2004年）堤下：五反田六平 役（レギュラー出演）、最終話に板倉がゲスト出演
- 危険なアネキ（フジテレビ、2005年）第1話、板倉：飛行機の乗客 役、堤下：焼き芋屋 役
- 世にも奇妙な物語 20周年スペシャル・春 〜人気番組競演編〜「ナデ様の指輪」（フジテレビ、2010年）本人役

### 映画
- ほんとうにあった怖い話 怨霊（2004年）板倉：室田仁志 役、堤下：高橋智徳 役
- 劇場版 テニスの王子様 二人のサムライ The First Game（2005年）声の出演、板倉：ジャン・ジャック・マルソー 役、堤下：アルベルト・シュバイツ 役
- ブレイブ ストーリー（2006年）板倉：若い司教 役、堤下：犬ハイランダー 役[10]
- 樹海のふたり（2013年）ダブル主演、板倉：竹内哲 役、堤下：阿部弘 役

### ラジオ番組
- インパルス・ラジオパニック（ニッポン放送）
- インパルスのガッチャガッチャ（文化放送「レコメン!」内）水曜日
- インパルスのガッチャガッチャガッチャ（文化放送「レコメン!」内）水曜日

### CM
- アサヒビール ビールテイスト飲料「ポイントワン」（2005年3月 - ）
- アウトソーシング（2005年）主役バージョンは堤下のみ、板倉は虻川美穂子（北陽）バージョンに出演
- 日産自動車「はねるのトびら x 日産ミニバンシリーズ」（2006年）
- 吉野家（2007年5月 - ）
- ジョージア・エメラルドマウンテンブレンド（2010年・松本人志率いる「スッキリ派」）
- ネクソン「サドンアタック」（2012年3月 - ）

## DVD・ビデオ
- 「はねるのトびら」
- 「はねるのトびらII」
- 「はねるのトびらIII」
- 「はねるのトびらIV」
- 「おちゃらけソーセージ」（単独ライブ）
- 「球根」（単独ライブ）
- 「球根2」（単独ライブ）
- 「非売よしもと本物流」レンタル専用。HMVでも販売あり。
  - 2005年7月号・赤版には板倉主演ショートムービー「THE ZOMBIE TEACHERRRR」
  - 2005年8月号・赤版には板倉監督・主演ショートムービー「囚人29号」を収録。
  - 2005年10月号・赤版「デブだらけの大運動会」
  - 2005年12月号・赤版「デブだらけの大忘年会」では板倉が司会・堤下が競技者
  - 2006年3月号・赤版「芸人の休日のススメ」板倉の部屋に芸人が集まり、板倉の考えた「芸人人生ゲーム」で盛り上がる。
  - 2006年6月号・青版「デブだらけの氷上運動会」
- 「村雨〜むらさめ〜」（単独ライブ）
- 「地下室」（単独ライブ）
- 「丘の上の木の下で」（単独ライブ）

## 写真集
- 「男写」（ワニブックス、2005年9月）

## 単独ライブ
- 2001年
  - 3月29日 - 「ボギー」（SPACE107/東京）
  - 8月5日 - 「ブクロでルンルン」（池袋アムラックスホール/東京）

2002年　｢ITAKURA｣
- 2003年
  - 8月7日 - 「おちゃらけソーセージ」（ヤクルトホール/東京）
- 2004年
  - 4月12日 - インパルスセレクションライブ「球根」（ルミネtheよしもと/東京）
- 2006年
  - 6月19日 - インパルスセレクションライブ「球根Ⅱ」（シアターアプル/東京）
- 2010年
  - 5月3日 - 4日 - 「村雨〜むらさめ〜」（紀伊国屋サザンシアター/東京）
- 2011年
  - 5月3日 - 4日 - 「地下室」（紀伊国屋サザンシアター/東京）
- 2012年
  - 8月8日 - 9日 - 「丘の上の木の下で」（俳優座劇場/東京）